# Kalkugnsberget
Kalkugnsberget este o arie protejată (arie specială de conservare — SAC, sit de importanță comunitară — SCI) din Suedia întinsă pe o suprafață de 28,5 ha, integral pe uscat.

## Localizare
Centrul sitului Kalkugnsberget este situat la coordonatele 59°24′05″N 15°45′46″E / 59.4015°N 15.7627°E.

## Înființare
Situl Kalkugnsberget a fost declarat sit de importanță comunitară în ianuarie 1997 pentru a proteja 2 specii de plante. Situl a fost protejat și ca arie specială de conservare în martie 2011.

## Biodiversitate
Situată în ecoregiunea boreală, aria protejată conține 3 habitate naturale: Păduri fino-scandinave bogate în ierburi cu Picea abies, Păduri caducifoliate de mlaștină fino-scandinave, Taiga vestică.
La baza desemnării sitului se află mai multe specii protejate de  plante (2): Buxbaumia viridis, Saxifraga osloensis.